# Joyabaj
Joyabaj è un comune del Guatemala facente parte del dipartimento di Quiché.